# 2811 Střemchoví
2811 Střemchoví este un asteroid din centura principală, descoperit pe 10 mai 1980, de Antonín Mrkos.